# Данкан (Міссісіпі)
Данкан (англ. Duncan) — місто (англ. town) в США, в окрузі Болівар штату Міссісіпі. Населення — 276 осіб (2020).

## Географія
Данкан розташований за координатами 34°2′31″ пн. ш. 90°44′45″ зх. д. / 34.04194° пн. ш. 90.74583° зх. д. (34.041810, -90.745896).  За даними Бюро перепису населення США в 2010 році місто мало площу 2,37 км², уся площа — суходіл.

## Демографія
Згідно з переписом 2010 року, у місті мешкали 423 особи в 137 домогосподарствах у складі 97 родин. Густота населення становила 178 осіб/км².  Було 157 помешкань (66/км²).
Расовий склад населення:
| - 72,8 % — чорних або афроамериканців - 27,2 % — білих |

До двох чи більше рас належало 0,0 %. Частка іспаномовних становила 2,6 % від усіх жителів.
За віковим діапазоном населення розподілялося таким чином: 23,6 % — особи молодші 18 років, 61,7 % — особи у віці 18—64 років, 14,7 % — особи у віці 65 років та старші. Медіана віку мешканця становила 40,8 року. На 100 осіб жіночої статі у місті припадало 94,0 чоловіків;  на 100 жінок у віці від 18 років та старших — 98,2 чоловіків також старших 18 років.
Середній дохід на одне домашнє господарство  становив 36 009 доларів США (медіана — 28 188), а середній дохід на одну сім'ю — 37 354 долари (медіана — 27 000). За межею бідності перебувало 54,8 % осіб, у тому числі 93,1 % дітей у віці до 18 років та 17,9 % осіб у віці 65 років та старших.
Цивільне працевлаштоване населення становило 137 осіб. Основні галузі зайнятості: сільське господарство, лісництво, риболовля — 35,0 %, роздрібна торгівля — 20,4 %, освіта, охорона здоров'я та соціальна допомога — 19,7 %.